# 개똥쑥
개똥쑥(Artemisia annua, sweet wormwood)은 국화과 쑥속에 속하는 한해살이풀이자 약초이다. 한약재에선 청호(菁蒿), 황화호(黃花蒿)라고 한다. 전통적으로 약용으로 많이 쓰였고 항암 효과가 있다는 연구 결과가 나오기도 했다. 손으로 뜯어서 비벼 보면 개똥 냄새가 난다고 해서 ‘개똥쑥’이라는 이름이 붙었다.
개똥쑥은 항산화 및 항균 효과가 보고되어 있다. 아르테미시닌은 피부 과민 반응에 대한 억제작용이 있고 플라보노이드 성분은 항산화, 항암효과를 가지고 있다는 보고도 있다. 약용으로 많이 쓰이는 황해쑥(애엽, 艾葉)이나 사철쑥(인진호, 茵蔯蒿)과는 다른 식물이다. 2015년에 노벨 생리학·의학상을 수상한 중국의 의학자인 투유유(屠呦呦)는 개똥쑥에서 추출한 아르테미시닌 성분을 말라리아 치료제로 개발하여 말라리아 퇴치에 기여하여 많은 존경을 받고있다. 말라리아 외에도 해열 진통, 항균 작용, 면역 증강, 간기능 보호에도 효능이 있다.

## 같이 보기
- 쑥